# Нурос – Абу-Маді – Ель-Гаміль
Нурос – Абу-Маді – Ель-Гаміль – трубопровідна система, призначена для роботи з продукцією кількох газових родовищ, що виявлені у єгипетському секторі Середземного моря.
У 2015-му на ліцензійній ділянці Абу-Маді-Захід виявили значне родовище Нурос. Першу продукцію з нього отримали того ж року, чому сприяла наявність поруч кількох родовищ, що були введені в розробку у другій половині 1990-х – першій половині 2000-х із підключенням до газопереробного заводу Абу-Маді (Нідоко, Південний Балтім, Східний Балтім). Втім, повномасштабна розробка почалась в 2016 – 2017 роках, після спорудження власного трубопроводу довжиною 35 км та діаметром 600 мм від Нурос до Абу-Маді. 
Оскільки пропускна здатність зазначеного ГПЗ не дозволяла прийняти всю продукцію Нурос на піці видобутку, у компанії Sigma Petroleum Services узяли в оренду тимчасову установку з підготовки, яку розмістили неподалік від виходу трубопроводу на суходіл (за місцем розміщення також відома як установка Нідоко). Вона мала дві черги потужністю по 5 млн м3 на добу та після підготовки видавала товарний газ до газотранспортної системи (можливо відзначити, що уздовж узбережжя прямує трубопровід Дум’ят – Ідку).
Невдовзі за кілька кілометрів північніше від Нурос (але вже на ліцензійній ділянці Балтім-Південь) виявили родовище Південно-Західний Балтім (разом із попереднім також відоме як Великий Нурос). В 2019-му почалась його розробка із видачею продукції по газопроводу завдовжки 44 км (з них 18 км офшорна ділянка) з діаметром 650 мм, який проклали до все того ж ГПЗ Абу-Маді.
З метою оптимального використання ресурсу Великого Нуросу, того ж 2019-го спорудили трубопровід довжиною 91 км з діаметром 800 мм, що прямує на схід в район Ель-Гаміль. Там знаходиться газопереробний завод United Gas Derivatives Company, який спеціалізується на роботі з гомологами метану та забезпечує вилучення 98% пропану. Прокладання цієї ділянки включало перехід через озеро Манзалла завдовжки 35 км, що потягнуло масштабні земляні роботи. Крім того, методом спрямованого горизонтального буріння облаштували 55 переходів через інші перепони.